# トリプトファン合成酵素

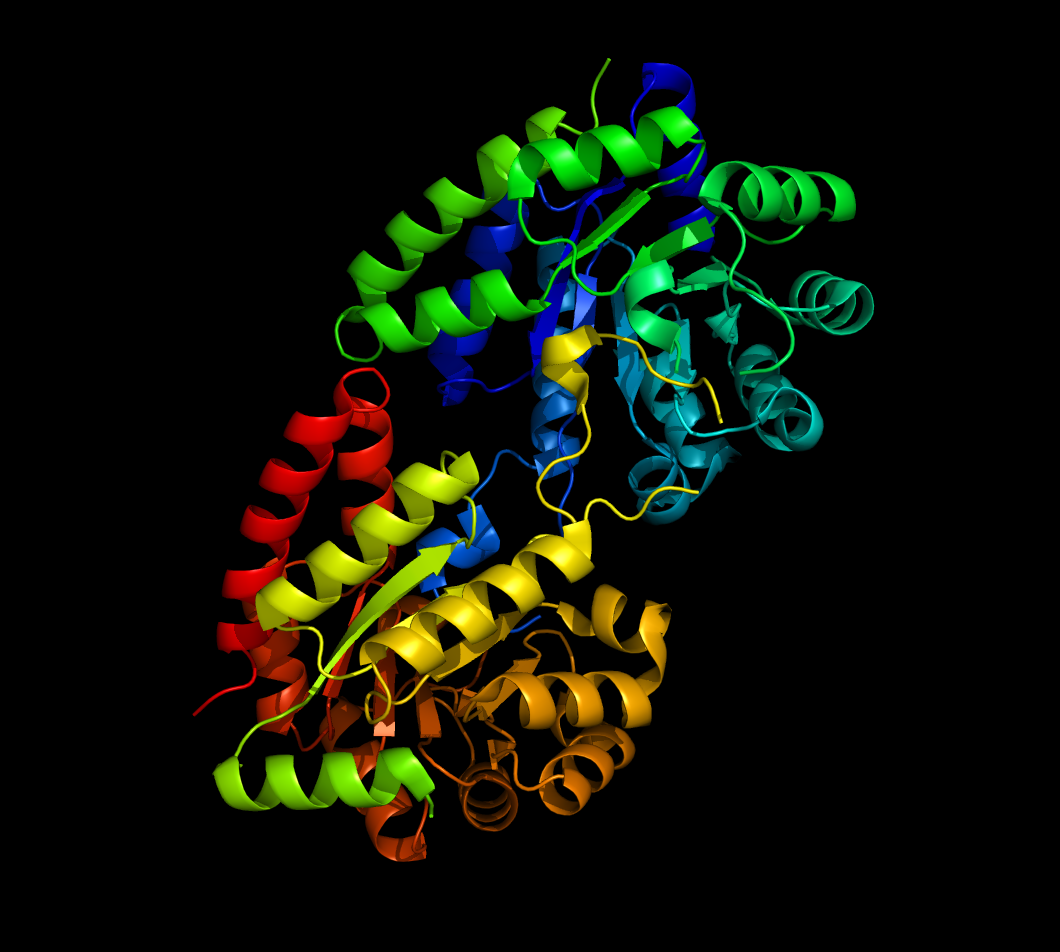
トリプトファン合成酵素

トリプトファン合成酵素（Tryptophan synthase）は、トリプトファンの生合成の最終段階を触媒する酵素で、植物や細菌は持つが動物は持たない。トリプトファンシンターゼ、トリプトファンシンテターゼともいい、EC番号はEC 4.2.1.20である。
大腸菌から単離された酵素はα2β2の四量体である。αサブユニットはβ二量体から分離することができ、β二量体は4Mの尿素による処理で分離される。サブユニットの結合はピリドキサルリン酸（PLP）とセリンの存在によって促進される。αサブユニットの分子量は2万9500、βサブユニットの分子量は4万5000であり、PLP結合部位を1つ持つ。
それぞれのサブユニットが、図のように反応のそれぞれの段階を触媒する。インドール-3-グリセロリン酸はαサブユニットによってインドールとグリセルアルデヒド-3-リン酸に変換され、β二量体がインドールとセリンを結合してトリプトファンを作る。α2β2の四量体は、それぞれが単独の時よりも30-100倍も活性が高く、また反応中にインドールが単離されることはない。

## 長大語・ギネス
Methionylglutaminylarginyl...で始まりserineで終わる、267アミノ酸からなるトリプシン合成酵素が、かつて1913文字の最長の英単語として18世紀のギネスブックに登録されたことがある。